# Moxy Hotels
Moxy Hotels – amerykańska sieć hotelowa należąca do grupy Marriott International. Powstała w 2014. Pierwszy hotel otworzono w Mediolanie, we Włoszech. Do sieci należy 106 hoteli z łącznie 20 076 pokojami (31 grudnia 2021).

## Hotele
Do sieci należą 134 hotele na całym świecie, w tym 83 hotele w Europie. W Polsce znajdują się cztery hotele Moxy (27 lutego 2023).

### Ameryka Północna
- Kanada

- Moxy Halifax Downtown

- Stany Zjednoczone

- Arizona

| * Moxy Phoenix Downtown | * Moxy Phoenix Tempe/ASU Area |

- Kalifornia

| * Moxy Downtown Los Angeles | * Moxy Oakland Downtown | * Moxy San Diego Downtown/Gaslamp Quarter | * The Waterman |

- Karolina Południowa

- Moxy Charleston Downtown

- Kolorado

- Moxy Denver Cherry Creek

- Floryda

- Moxy Miami South Beach

- Georgia

- Moxy Atlanta Midtown

- Illinois

- Moxy Chicago Downtown

- Kentucky

- Moxy Louisville Downtown

- Luizjana

- Moxy New Orleans Downtown/French Quarter Area

- Massachusetts

- Moxy Boston Downtown

- Minnesota

| * Moxy Minneapolis Downtown | * Moxy Minneapolis Updown |

- Nowy Jork

| * Moxy Brooklyn Williamsburg | * Moxy NYC Downtown     | * Moxy NYC Lower East Side |
| * Moxy NYC Chelsea           | * Moxy NYC East Village | * Moxy NYC Times Square    |

- Ohio

- Moxy Columbus Short North

- Oregon

- Moxy Portland Downtown

- Teksas

| * Moxy Austin - University | * Moxy Houston Downtown |

- Tennessee

| * Moxy Chattanooga Downtown | * Moxy Memphis Downtown | * Moxy Nashville Downtown | * Moxy Nashville Vanderbilt Area |

- Waszyngton

- Moxy Seattle Downtown

- Waszyngton DC

- Moxy Washington, DC Downtown

- Wirginia

- Moxy Richmond Downtown

### Azja
- Chiny

| * Moxy Nanjing Jiangning      | * Moxy Shanghai Xuhui  | * Moxy Shenzhen North Station | * Moxy Xi'an Beilin |
| * Moxy Shanghai Hongqiao NECC | * Moxy Shenzhen Bao'an | * Moxy Xi'an Downtown         |                     |

- Gruzja

- Moxy Tbilisi

- Indonezja

- Moxy Bandung

- Japonia

| * Moxy Kyoto Nijo | * Moxy Osaka Honmachi | * Moxy Osaka Shin Umeda | * Moxy Tokyo Kinshicho |

- Korea Południowa

| * Moxy Seoul Insadong | * Moxy Seoul, Myeongdong |

- Tajwan

- Moxy Taichung

### Europa
- Austria: Wiedeń Moxy Vienna Airport
- Belgia: Bruksela Moxy Brussels City Center
- Dania: Kopenhaga Moxy Copenhagen Sydhavnen
- Francja:

- Amiens Moxy Amiens
- Biot Moxy Sophia Antipolis
- Bordeaux Moxy Bordeaux
- Colombier-Saugnieu Moxy Lyon Airport
- La Ciotat Moxy La Ciotat
- Lille Moxy Lille City
- Montévrain Moxy Paris Val d’Europe
- Paryż Moxy Paris Bastille
- Roissy-en-France Moxy Paris Charles de Gaulle Airport

- Grecja:

- Ateny Moxy Athens City
- Patras Moxy Patra Marina

- Irlandia: Dublin Moxy Dublin City
- Litwa: Kowno Moxy Kaunas Center
- Niderlandy:

- Amsterdam Moxy Amsterdam Houthavens
- Haga Moxy The Hague
- Hoofddorp Moxy Amsterdam Schiphol Airport
- Utrecht Moxy Utrecht

- Niemcy:

- Aschheim Moxy Munich Messe
- Berlin Moxy Berlin Humboldthain Park; Moxy Berlin Ostbahnhof
- Bochum Hotel Bochum at The Congress
- Brema Moxy Bremen
- Darmstadt Moxy Darmstadt
- Dortmund Moxy Dortmund City
- Drezno Moxy Dresden Neustadt
- Düsseldorf Moxy Düsseldorf City; Moxy Düsseldorf South
- Eschborn Moxy Frankfurt Eschborn
- Essen Moxy Essen City
- Frankfurt nad Menem Moxy Frankfurt Airport; Moxy Frankfurt City Center; Moxy Frankfurt East
- Hamburg Moxy Hamburg Altona; Moxy Hamburg City
- Kelsterbach Moxy Frankfurt Airport Kelsterbach
- Kolonia Moxy Cologne Bonn Airport; Moxy Cologne Mülheim
- Leinfelden-Echterdingen Moxy Stuttgart Airport/Messe
- Ludwigshafen am Rhein Moxy Ludwigshafen
- Monachium Moxy Munich Ostbahnhof
- Oberding Moxy Munich Airport
- Rust MOXY Rust
- Schönefeld Moxy Berlin Airport
- Simmern/Hunsrück Moxy Simmern
- Stuttgart Moxy Stuttgart Feuerbach
- Würzburg Moxy Wuerzburg

- Norwegia:

- Bergen Moxy Bergen
- Skjetten Moxy Oslo X
- Tromsø Moxy Tromso

- Polska:

- Poznań Moxy Poznan Airport, ul. Bukowska 303
- Pyrzowice Moxy Katowice Airport, ul. Wolności 90
- Szczecin Moxy Szczecin City, Brama Portowa 2
- Warszawa Moxy Warsaw Praga, ul. Ząbkowska 29

- Portugalia: Lizbona Moxy Lisbon City; Moxy Lisboa Oriente
- Rumunia: Bukareszt Moxy Bucharest Old Town
- Serbia: Belgrad Moxy Belgrade
- Szwajcaria:

- Berno Moxy Bern Expo
- Lozanna Moxy Lausanne City
- Rapperswil Moxy Rapperswil
- Sion Moxy Sion

- Wielka Brytania:

- Birmingham Moxy Birmingham NEC
- Bristol Moxy Bristol
- Chester Moxy Chester
- Dyce Moxy Aberdeen Airport
- Edynburg Moxy Edinburgh Airport; Moxy Edinburgh Fountainbridge
- Glasgow Moxy Glasgow Merchant City; Moxy Glasgow SEC
- Hounslow Moxy London Heathrow Airport
- Londyn Moxy London Excel; Moxy London Stratford
- Manchester Moxy Manchester City
- Milton Keynes Moxy Milton Keynes
- Plymouth Moxy Plymouth
- Slough Moxy Slough
- Southampton Moxy Southampton
- York Moxy York

- Włochy:

- Novegro Moxy Milan Linate Arport
- Somma Lombardo Moxy Milan Malpensa Airport